# Фурш
Фурш (фр. Fourches) — коммуна во Франции, находится в регионе Нижняя Нормандия. Департамент коммуны — Кальвадос. Входит в состав кантона Морто-Кулибёф. Округ коммуны — Кан.
Код INSEE коммуны — 14283.

## Население
Население коммуны на 2010 год составляло 214 человек.
| 1962 | 1968 | 1975 | 1982 | 1990 | 1999 | 2010 |
| ---- | ---- | ---- | ---- | ---- | ---- | ---- |
| 175  | 170  | 156  | 166  | 147  | 151  | 214  |

## Экономика
В 2010 году среди 135 человек трудоспособного возраста (15—64 лет) 109 были экономически активными, 26 — неактивными (показатель активности — 80,7 %, в 1999 году было 68,0 %). Из 109 активных жителей работали 98 человек (53 мужчины и 45 женщин), безработных было 11 (6 мужчин и 5 женщин). Среди 26 неактивных 9 человек были учениками или студентами, 11 — пенсионерами, 6 были неактивными по другим причинам.